# 高血圧
高血圧（こうけつあつ、英: hypertension）または高血圧症は、一般的には、動脈の血圧が持続的に上昇している慢性的な疾患である。血圧はストレスや運動時、痛みなどに応じて一時的に上昇するが、たまたま血圧が高くなった状況は、高血圧「症」ではない。本項では主として慢性疾患としての高血圧に関して概説するものとする。

## 概要
高血圧は、通常、症状そのものを引き起こすことはないが、脳卒中、冠動脈疾患、心不全、心房細動、末梢動脈疾患、視力障害、慢性腎臓病、認知症の主要な危険因子である。高血圧は、世界的に早死にの主な原因となっている。
高血圧は、一次性（本態性）高血圧と二次性高血圧に分類される。症例の約90～95％は正確な病因が不明であり、非特異的な生活習慣や遺伝的要因による高血圧と定義される。リスクを高める生活習慣要因には、食事からの塩分過多、太り過ぎ、喫煙、運動不足、飲酒などが含まれる。残りの5～10％の症例は二次性高血圧に分類され、慢性腎臓病、腎動脈の狭窄、内分泌異常、経口避妊薬など、明確に特定できる原因による高血圧と定義される。
血圧は、収縮期血圧（1番目の数値）と拡張期血圧（2番目の数値）の2つの測定値によって分類される。成人では、通常、安静時の正常な血圧は、収縮期血圧が100～140mmHg、拡張期血圧が60～90mmHgの範囲内である。ガイドラインによって異なるが、成人では、安静時血圧が130/80mmHgまたは140/90mmHg以上で持続する場合に高血圧とされる。24時間自由行動下血圧は外来での血圧測定よりも高血圧の評価が正確であり、若干低い。小児では血圧の基準値は成人と異なる。

生活習慣の改善および薬物療法は、血圧を低下させ、合併症のリスクを低下させることができる。生活習慣の改善には、減量、運動、食塩摂取量の減少、アルコール摂取量の減少、および健康的な食事が含まれる。生活習慣の改善が十分でない場合は、降圧薬が処方される。同時に服用する最大3種類の降圧薬により、90％の人の血圧をコントロールすることができる。中等度以上の高血圧(>160/100 mmHgと定義)の薬物治療は、余命の延長と関連している。これに比較して、130/80mmHgから160/100mmHgの間の血圧の治療の効果は、あまり明らかではなく、有益性を認めるレビューもあれば、有益性が不明であるとするレビューもある。高血圧は、世界人口の33％に影響を及ぼしている。高血圧を有する人の約半数は、自分が高血圧であることを知らない。2019年時点では、高血圧が全死亡の19％（世界全体で1,040万人）の要因であったと考えられている。

## 症状と徴候
高血圧が症状を伴うことはまれである。高血圧患者の半数は、自分が高血圧であることに気づいていない 。高血圧は通常、健康診断の一環として、または無関係な医学的問題のために医療機関を受診する際に発見される。
高血圧の人の中には、頭痛のほか、立ちくらみ、めまい、耳鳴り（ブーンまたはヒューという音）、視野の異常、または失神したことがある、と訴える人もいる。しかし、このような症状は、高血圧そのものというよりも、それに伴う不安に関連しているのかもしれない。
長期にわたる未治療の高血圧は、眼底の変化（眼底検査による）などの徴候を伴う臓器障害を引き起こすことがある。この高血圧性網膜症の重症度は、高血圧の持続期間または重症度とおおよそ相関する。その他の高血圧が原因となる臓器障害には、慢性腎臓病および左室肥大がある。

### 二次性高血圧
二次性高血圧は、特定可能な原因による高血圧であり、特定の症状と徴候を呈することがある。例えば、クッシング症候群は、高血圧を引き起こすだけでなく、しばしば中心性肥満、耐糖能異常、満月様顔貌、首や肩の後ろの脂肪のこぶ（バッファローハンプと呼ばれる）、および紫色の腹部の線状皮膚萎縮症を引き起こす。甲状腺機能亢進症は、食欲亢進、頻脈、眼球突出、および振戦を伴う体重減少が典型的な症状である。腎動脈狭窄は、正中線の左側または右側に、聴診で腹部に限局した血管雑音が聞こえることがある。大動脈縮窄では、腕に対して下肢の血圧が低下していたり、大腿動脈の脈拍が遅れたり消失したりすることが多い。褐色細胞腫は、頭痛、動悸、蒼白、および過度の発汗を伴う突然の高血圧エピソードを引き起こすことがある。

### 高血圧クリーゼ
重度の血圧上昇（収縮期180mmHgまたは拡張期120mmHg以上）は、高血圧クリーゼ（Hypertensive crisis）と呼ばれる。高血圧クリーゼは、末端臓器障害が無ければ高血圧切迫症（hypertensive urgency）有れば高血圧緊急症（hypertensive emergency）に分類される。高血圧切迫症では、高血圧に起因する末端臓器障害の徴候はない。このような症例では、24～48時間かけて徐々に血圧を下げる経口薬が使用される。高血圧緊急症では、1つ以上の臓器に直接的な障害があるという徴候がある。最も影響を受ける臓器には、脳、腎臓、心臓、肺があり、錯乱、眠気、胸痛、息苦しさなどの症状が現れる。高血圧緊急症では、進行中の臓器障害を阻止するために、より迅速に血圧を下げる必要があるが、このアプローチに関するランダム化比較試験のエビデンスは不足している。

### 妊娠
高血圧は、妊娠の約8～10％で起こる。6時間間隔で2回測定した血圧が140/90mmHgを超えると、妊娠高血圧症候群と診断される。妊娠中の高血圧は、既往高血圧（pre-existing hypertension）、妊娠高血圧症候群、妊娠高血圧腎症に分類できる。妊娠前から慢性的な高血圧がある女性は、早産、低出生体重児、死産などの合併症のリスクが高い。高血圧で妊娠中に合併症があった女性は、妊娠中に合併症がなかった血圧正常の女性と比較して、心血管疾患を発症するリスクが3倍高い。
妊娠高血圧腎症は、高血圧とタンパク尿を特徴とする、妊娠中期以降および分娩後の重篤な状態である。妊娠の約5％に発症し、世界全体の母体死亡の約16％の原因となっている。妊娠高血圧腎症では、児の周産期死亡率も2倍になる。通常、妊娠高血圧腎症には症状がなく、定期的な健診によって発見される。妊娠高血圧腎症の症状が現れる場合、浮腫、過度の体重増加、点状出血が生じることがある。妊娠高血圧腎症は、時に子癇と呼ばれる生命を脅かす状態に進行することがあり、これは高血圧緊急症であると共に、視力喪失、脳浮腫、強直間代性発作、腎不全、肺水腫、播種性血管内凝固など、いくつかの重篤な合併症を伴う。
対照的に、妊娠高血圧は、タンパク尿を伴わない妊娠中の新規発症高血圧として定義される。
妊娠による高血圧は根本治療として、妊娠の終了、すなわち分娩が考慮される。

### 小児
新生児および幼児では、成長障害、けいれん発作（seizures）、易怒性、無気力、呼吸困難が高血圧と関連することがある。年長の乳児および小児では、高血圧は頭痛、原因不明の易怒性、疲労、成長障害、かすみ目（blurred vision）、鼻血、ベル麻痺を引き起こすことがある。

## 合併症

慢性的な高血圧による主な合併症のイラスト

高血圧は、世界的に最も重要な防ぎうる早期死亡の危険因子である。虚血性心疾患、脳卒中、末梢動脈疾患、その他の心血管系疾患（心不全、大動脈瘤、アテローム性動脈硬化症、慢性腎臓病、心房細動、がん、白血病、肺塞栓症など）のリスクを高める。高血圧はまた、認知機能障害や認知症の危険因子でもある。その他の合併症としては、高血圧性網膜症や高血圧性腎症がある。
脳卒中の62%、冠動脈疾患の49%は高血圧が原因であった（2002年、世界保健機関報告）。

## 原因
生物学的な原因と環境的な原因の両方が関与している可能性がある。ホルモン、腎機能も関与している。食塩過剰摂取は血圧を上昇させる。

### 本態性高血圧
本態性高血圧は遺伝子と環境因子の複雑な相互作用から生じる。血圧に及ぼす影響が小さい多数の一般的な遺伝的変異が同定されており、血圧に大きな影響を及ぼすいくつかのまれな遺伝的変異も同定されている。また、ゲノムワイド関連解析（GWAS）により、血圧に関連する35の遺伝子座が同定されており、血圧に影響を及ぼすこれらの遺伝子座のうち12は新たに発見されたものである。新たに同定された各遺伝子座のセンチネルSNPは、近傍の複数のCpGサイトにおけるDNAメチル化との関連を示している。これらのセンチネルSNPは、血管平滑筋と腎機能に関連する遺伝子内に位置している。DNAメチル化は、共通の遺伝的変異を複数の表現型に関連付ける何らかの影響を及ぼす可能性があるが、これらの関連性の根底にあるメカニズムは解明されていない。35のセンチネルSNP（既知および新規）について個別に比較したところ、遺伝的変異体が単独または集合して高血圧に関連する臨床表現型のリスクに寄与することが示された。
血圧は、西洋型の食生活や生活様式と関連して、加齢とともに上昇し、晩年に高血圧になるリスクは大きい。いくつかの環境要因が血圧に影響する。食塩の多量摂取は食塩に感受性の高い人の血圧を上昇させる。運動不足や中心性肥満も個々の症例で影響を及ぼすことがある。カフェインの摂取やビタミンD欠乏などの他の因子の役割については、あまりわかっていない。肥満に多く、メタボリックシンドロームの構成要素であるインスリン抵抗性も、高血圧の一因である。
低出生体重児、妊娠中の喫煙、母乳栄養の欠如などの幼児期の出来事は、成人本態性高血圧の危険因子である可能性があるが、これらへの曝露と成人高血圧を結びつける機序は依然として不明である。未治療の高血圧患者では、血圧が正常な人に比べて血中尿酸が高い割合が高いことが判明しているが、前者が原因的な役割を果たしているのか、高尿酸血症による腎機能の低下によるのかは不明である。平均血圧は、夏よりも冬の方が高い可能性がある。歯周病も高血圧との関連がある。

### 二次性高血圧
二次性高血圧は、特定可能な原因によって生じる。腎臓病は高血圧の最も一般的な原因である。高血圧は、クッシング症候群、甲状腺機能亢進症、先端巨大症、原発性アルドステロン症、副甲状腺機能亢進症および褐色細胞腫などの内分泌疾患や腎動脈狭窄（アテローム性動脈硬化症または線維筋異形成による）によっても引き起こされる。二次性高血圧の他の原因としては、肥満、睡眠時無呼吸症候群、妊娠、大動脈縮窄、リコリスの食べ過ぎ、アルコールの飲み過ぎ、砂糖、特定の処方薬、漢方薬、そしてコーヒー、コカイン、メタンフェタミンなどの精神刺激薬がある。飲料水を介したヒ素曝露は高血圧と相関することが示されている。うつ病も高血圧と関連していた。孤独感も危険因子である。大気汚染も高血圧と関連している可能性がある。
2018年のシステマティック・レビューでは、男性では如何なるアルコールも血圧を上昇させるが、女性では1～2杯以上でリスクが上昇することがわかった。

## 病態生理

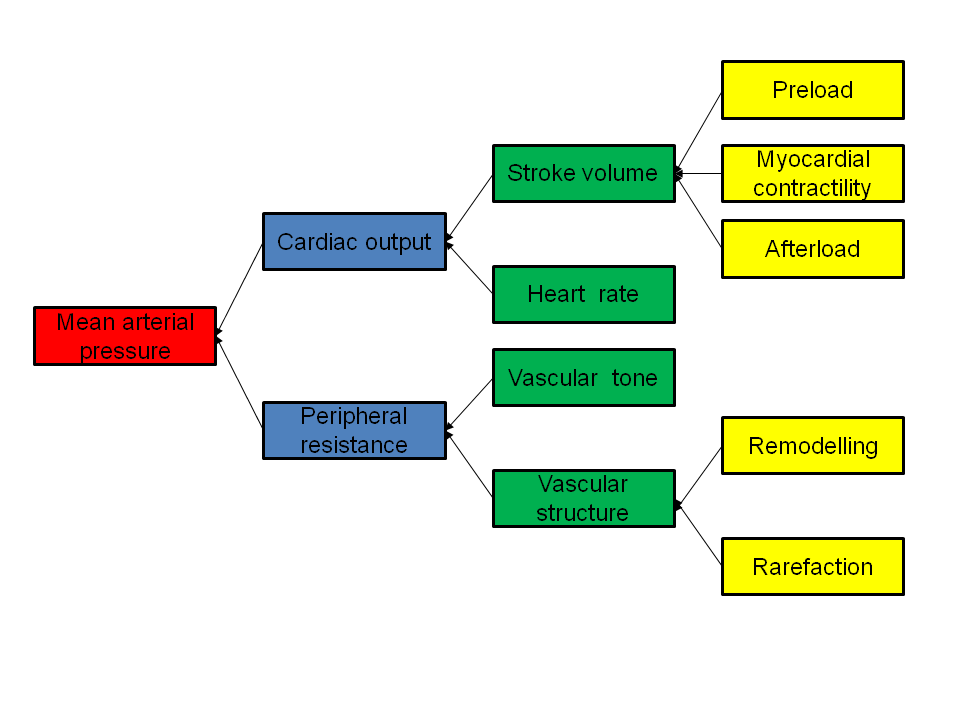
平均動脈圧の決定因子

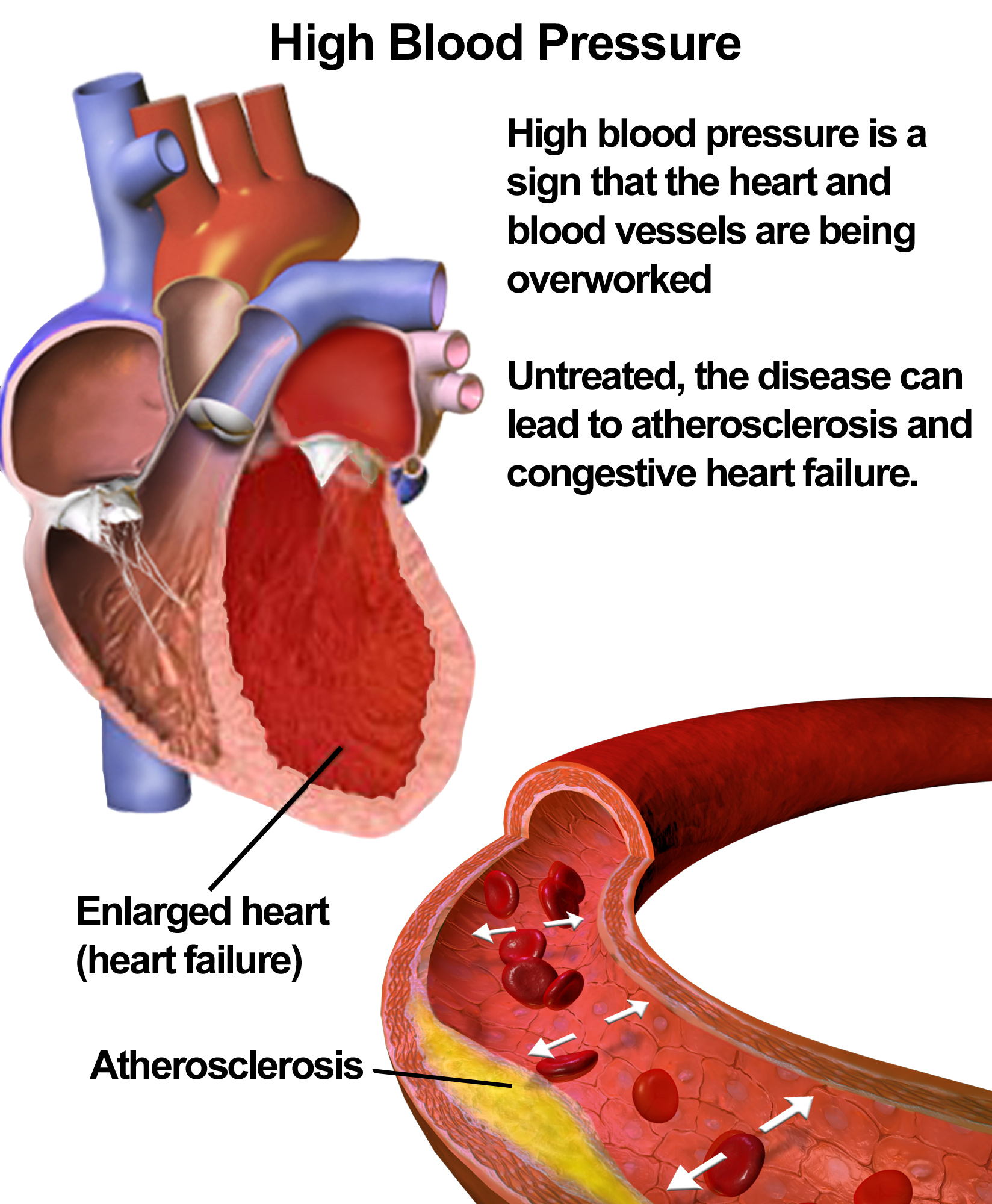
高血圧による影響のイラスト。高血圧は、心臓と血管の過労の表れである。心臓は拡大し、動脈壁にアテロームが蓄積する。治療しなければ、アテローム性動脈硬化とうっ血性心不全に至る。

食事中の過剰なナトリウムまたはカリウム不足は、細胞内ナトリウム過剰を引き起こし、血管平滑筋を収縮させ、血圧を上昇させる。食塩の過剰摂取が高血圧の主因であることは確かであるが，同じ量の食塩を摂っていても高血圧になる人とならない人がおり、血圧の食塩感受性には個人差がある。この理由として、ナトリウムの腎臓での排泄障害に異常があるとする「腎臓説」と、圧受容体反射の異常に基づく血管抵抗の増加によるとする「血管説」が提唱されている。非調節性本態性高血圧は、ナトリウム摂取がアンジオテンシンIIに対する副腎または腎血管反応のいずれをも調節しない食塩感受性高血圧の一形態である。彼らは高血圧人口の25％を占めている。
本態性高血圧のほとんどの人では、心拍出量が正常のままである一方で、血流に対する抵抗（全末梢抵抗）の増大が高血圧の原因となっている。正常高値血圧または「境界域高血圧」の若年者の中には、心拍出量が高く、心拍数も上昇していて、全末梢抵抗は正常な人がおり、「収縮能亢進性境界域高血圧（hyperkinetic borderline hypertension）」と呼ばれている。このような人は、加齢とともに心拍出量が低下し、末梢抵抗が上昇するにつれて、後年、本態性高血圧の典型的な特徴を呈するようになる。このパターンが最終的に高血圧を発症するすべての人の典型的なパターンであるかどうかは議論の余地がある。完成した高血圧における末梢抵抗の増加は、主に小動脈と細動脈の構造的狭窄に起因するが、毛細血管の数や密度が減少することも一因かもしれない。
また、高血圧は末梢静脈コンプライアンスの低下とも関連しており、静脈還流を増加させ、心臓の前負荷を増加させ、最終的には左室拡張機能障害を引き起こす可能性がある。高血圧患者で、心拍変動（heart rate variability: HRV）が高いことは、心房細動の危険因子である。
脈圧（収縮期血圧と拡張期血圧の差）は、高血圧の高齢者ではしばしば上昇する。これは、収縮期血圧が異常に高いが、拡張期血圧が正常または低いことを意味し、収縮期高血圧と呼ばれる状態である。高血圧または収縮期高血圧の高齢者における脈圧の高さは、一般的に、加齢に伴い、高血圧によって悪化する可能性のある動脈スティフネスの増大によって説明される。
高血圧における末梢抵抗の上昇を説明するために多くの機序が提案されている。ほとんどのエビデンスでは、腎の塩分および水分の処理障害（特に腎内レニン-アンジオテンシン系の異常）または交感神経系の異常が関与している。これらの機序は相互に排他的ではなく、本態性高血圧のほとんどの症例では、両方がある程度寄与している可能性が高い。また、内皮機能障害や血管の炎症も、高血圧における末梢抵抗の増加や血管障害に関与している可能性が示唆されている。インターロイキン17は、TNF-α、インターロイキン1、インターロイキン6、インターロイキン8など、高血圧に関与していると考えられている他のいくつかのサイトカインの産生を増加させる役割を担っていることから、注目を集めている。

## 診断
高血圧は、持続的に高い安静時血圧に基づいて診断される。高血圧の診断には、少なくとも2回の血圧測定による血圧の上昇確認が必要である。
血圧は1日の中でも変動している。診察室で測定した血圧が高血圧であっても、診察室外では高血圧では無いことがあり、これを白衣高血圧と呼ぶ。逆に、診察室での血圧が高くなくても、診察室外で測定すると高血圧となる場合もあり、これを仮面高血圧と呼ぶ。そして、診察室、診察室外、いずれでも血圧高値が認められているものは持続性高血圧と定義される。いずれも、経過観察が必要な病態であるが、白衣高血圧は持続性高血圧に比べて、臓器障害は軽度で脳心血管系予後は良好である。他方、仮面高血圧の心血管疾患の発症リスクは持続性高血圧と同程度である。

### 血圧測定
高血圧の正確な診断を行うには、適切な血圧測定技術を用いることが不可欠である。しかし、不適切な血圧測定はありふれており、血圧測定値を最大10mmHgも変化させる可能性があるため、高血圧の誤診や誤分類につながる可能性がある。正しい血圧測定技術にはいくつかの段階がある。適切な血圧測定には、血圧を測定する人が少なくとも5分間静かに座っていることが必要であり、その後、裸の上腕に適切に密着できる血圧計カフを装着する。測定される人は背もたれで背中を支え、足を床につけ、足を組まずに座る。また、この操作中に話したり動いたりしないようにする。測定する腕は、心臓の高さで平らな面で支える。正確な血圧測定のために、聴診器で上腕動脈の血流音を聴きながら血圧をチェックする医療従事者がコロトコフ音を聞くことができるように、血圧測定は静かな部屋で行う。コロトコフ音を聞きながら、血圧カフをゆっくりと開放する（1秒間に2～3mmHg）。膀胱を空にすると血圧が最大15/10mmHg上昇する可能性があるため、血圧を測定する前に膀胱を空にする。正確性を確保するために、1～2分間隔で複数の血圧測定値（少なくとも2回）を得るべきである。糖尿病患者では起立性低血圧を呈する症例が有るため、座位だけでなく臥位・立位でも適宜測定する。初診時には両側の上腕血圧測定を行って左右差を確認し、以後は右か左かを記載して測定する。
日本高血圧学会によれば家庭血圧の測定時の留意事項は、
1. 測定部位・装置：上腕でオシロメトリック法に基づく血圧計。
2. 朝の場合は、起床後1時間以内、排尿後、服薬前、朝食前の安静時、座位1分から2分後に測定。
3. 夜の場合は就床前の安静時、座位1分から2分後に測定。
4. 血圧測定一機会につき、原則2回測定し、その平均値を記録する。
5. 評価の対象は朝、晩の測定値7日間（少なくとも5日間）のそれぞれ平均値とする。
6. 朝晩いずれかの平均値135/85 mmHg以上は高血圧、それぞれの平均値115/75未満は正常血圧と判定する

としている。
12～24時間の自由行動下血圧測定（ambulatory blood pressure monitoring: ABPM）は、診断を確定するための最も正確な方法である。この例外は、血圧測定値が非常に高い人、特に臓器機能が低下している人である。
自由行動下血圧や家庭血圧が測定できるようになったことで、白衣高血圧の患者を誤診しないことの重要性が、血圧測定プロトコルの変更につながっている。英国では、現在のベストプラクティスは、外来でいったん高血圧を認めれば、自由行動下測定で経過観察するか、せめて7日間は家庭血圧測定を行うことである。米国予防医療タスクフォース（United States Preventive Services Task Force）は、医療環境以外での血圧測定も推奨している。高齢者の偽性高血圧も考慮が必要である。この病態は、動脈の石灰化によるものと考えられており、その結果、動脈内の血圧測定値は正常であるにもかかわらず、血圧計による血圧測定値が異常に高くなる。起立性高血圧は、起立時に血圧が上昇するものである。

### 他の検査
高血圧の診断が下されると、二次性高血圧の探索、糖尿病などの併存疾患の同定、慢性腎臓病や左室肥大などの高血圧が原因となる臓器障害の同定、心血管疾患のリスク層別化のために、さらなる検査が実施されることがある。
二次性高血圧は、思春期前の小児に多く、ほとんどの症例は腎疾患が原因である。本態性高血圧は、青年および成人に多く、肥満および高血圧の家族歴などの複数の危険因子を有する
高血圧の診断時の初期評価には、完全な病歴聴取と身体診察を含めるべきである。世界保健機関は、次の初期検査を提案している。すなわち、血清電解質、血清クレアチニン、脂質検査、HbA1cまたは空腹時血糖、尿中一般物質定性半定量検査、心電図である。血清クレアチニンは、腎疾患の有無を評価するために測定されるが、これは高血圧の原因でも結果でもありうる。推算糸球体濾過量（eGFR）は、その値によってはある種の降圧薬（ACE阻害薬やアンジオテンシンII受容体拮抗薬など）の投与が制限される。尿検体の蛋白検査は、慢性腎臓病（CKD）の指標として用いられる。脂質検査と血糖検査は、糖尿病や高脂血症などの併存疾患を特定し、心血管リスクを層別化するために行われる。心電図検査は、心筋の肥厚など高血圧によって心臓に負担がかかっている兆候や、心筋梗塞のような障害が心臓に過去にあったかどうかを調べるために行われる。

### 成人の基準値、異常値
血圧の基準値は学会によって若干異なる。また、学会の診療ガイドライン改訂に伴って基準値が変更されることもある。
| 分類                                                     | 収縮期血圧、mmHg | 収縮期血圧、mmHg     | かつ/または | 拡張期血圧、mmHg | 拡張期血圧、mmHg     |
| 測定方法                                                 | 外来             | 24時間自由行動下血圧 | かつ/または | 外来             | 24時間自由行動下血圧 |
| -------------------------------------------------------- | ---------------- | -------------------- | ----------- | ---------------- | -------------------- |
| 低血圧                                                   | <110             | <100                 | または      | <70              | <60                  |
| アメリカ心臓病学会（ACC）/アメリカ心臓協会（AHA） (2017) |                  |                      |             |                  |                      |
| 正常                                                     | <120             | <115                 | かつ        | <80              | <75                  |
| 高値                                                     | 120–129          | 115–124              | かつ        | <80              | <75                  |
| 高血圧、ステージ1                                        | 130–139          | 125–129              | または      | 80–89            | 75–79                |
| 高血圧、ステージ2                                        | ≥140             | ≥130                 | または      | ≥90              | ≥80                  |
| ヨーロッパ高血圧学会（ESH）(2023)                        |                  |                      |             |                  |                      |
| 最適                                                     | <120             | N/A                  | かつ        | <80              | N/A                  |
| 正常                                                     | 120–129          | N/A                  | かつ/または | 80–84            | N/A                  |
| 正常高値血圧                                             | 130–139          | N/A                  | かつ/または | 85–89            | N/A                  |
| 高血圧、グレード1                                        | 140–159          | ≥130                 | かつ/または | 90–99            | ≥80                  |
| 高血圧、グレード2                                        | 160–179          | N/A                  | かつ/または | 100–109          | N/A                  |
| 高血圧、グレード3                                        | ≥180             | N/A                  | かつ/または | ≥110             | N/A                  |
| 日本高血圧学会（2019）                                   |                  |                      |             |                  |                      |
| 正常                                                     | <120             | <115                 | かつ        | <80              | <75                  |
| 正常高値                                                 | 120–129          | 115-124              | かつ        | <80              | <75                  |
| 高値                                                     | 130–139          | 125-134              | かつ/または | 80-89            | 75-84                |
| Ⅰ度高血圧                                                | 140–159          | 135-144              | かつ/または | 90-99            | 85-89                |
| Ⅱ度高血圧                                                | 160–179          | 145-159              | かつ/または | 100-109          | 90-99                |
| Ⅲ度高血圧                                                | ≥180             | ≥160                 | かつ/または | ≥110             | ≥100                 |
| （孤立性）収縮期高血圧                                   | ≥140             | ≥135                 | かつ        | <90              | <85                  |

＊N/A: 該当なし
18歳以上では、高血圧は収縮期血圧または拡張期血圧のいずれかが常に正常値（ガイドラインにより収縮期血圧129mmHgまたは139mmHg以上、拡張期血圧89mmHg以上）より高い場合と定義される。24時間自由行動下血圧測定外来または在宅血圧測定による測定値の場合は、より低い基準値が用いられる。

### 受診勧奨基準
2024年4月より、全国健康保険協会が提示している高血圧受診勧奨基準が変更され、I度高血圧（収縮期：140mmHg以上／拡張期：90mmHg以上）からII度高血圧（収縮期：160mmHg以上／拡張期：100mmHg以上）となった。これにより「高血圧の基準が緩くなった」と言われる場合があるが、高血圧の判定基準は変更されていない。

### 小児

小児における欧州心臓病学会および欧州高血圧学会の分類と基準範囲の比較表

高血圧は新生児の約0.2～3％にみられるが、健康な新生児ではルーチンに血圧を測定することはない。高血圧は高リスクの新生児に多い。新生児の血圧が正常かどうかを判断する際には、在胎期間、受胎後年齢、出生時体重などの様々な要因を考慮する必要がある。
高血圧は、診察時の数度の血圧上昇と定義され、小児および青年の1％～5％が罹患しており、長期的な不健康リスクと関連している。小児期の血圧は年齢とともに上昇し、小児では、3回以上の平均収縮期血圧または拡張期血圧が、小児の性別、年齢、身長毎の値の95パーセンタイル以上であると高血圧と定義される。しかし、小児を高血圧と確定診断するには、繰り返し受診させて血圧の上昇が確認されなければならない。青少年では、成人と同じ基準で高血圧を診断し分類することが提案されている。

## 予防
高血圧による疾病負荷の多くは、未診断の高血圧患者によって生じている。したがって、高血圧の合併症を軽減し、降圧薬の必要性を減らすためには、集団的な戦略が必要である。血圧を下げるためには、生活習慣の改善が推奨される。
高血圧予防のために推奨される生活習慣の改善は以下の通りである。
- 成人の標準体重を維持する（例えば、体格指数（BMI）が25kg/m2未満）[4]。
- 減塩（英語版）、すなわち、食事のナトリウム摂取量を100mmol/日未満（食塩（塩化ナトリウム）6g未満またはナトリウム2.4g/日未満)[4]とする。
- 中等度の強度の有酸素運動を定期的に行う(最低150分/週)[4]
- 節酒[4]（女性は1日1杯まで、男性は2杯まで）[16]。
- DASH食のような全粒穀物豊富な食事[4]。
- 禁煙（英語版）[4]。
- ストレスの軽減と管理[4]（瞑想やヨガなど[4]）。

効果的な生活習慣の改善は、個々の降圧薬と同じくらい血圧を下げる可能性がある。2つ以上の生活習慣の改善を組み合わせることで、さらに良好な結果が得られる可能性がある。食塩摂取量を減らすと血圧が下がるというエビデンスはかなりあるが、これが死亡率を下げ、心血管疾患を減らすかどうかは議論もある。推定ナトリウム摂取量≧6g/日および＜3g/日は、いずれも死亡または主要な心血管疾患の高リスクと関連しているが、ナトリウムの高摂取と有害な転帰との関連は、高血圧患者においてのみ観察される。その結果、ランダム化比較試験の結果がない以上、食塩摂取量を3g/日未満に減らすことが賢明かどうかは疑問視されている。ESCガイドラインでは、歯周病が心血管の健康状態の悪化と関連していると言及している。
ルーチンの高血圧スクリーニングの価値については議論がある。2004年、国際高血圧教育プログラム（National High Blood Pressure Education Program）は、3歳以上の小児に対して、医療機関を受診するたびに少なくとも1回は血圧測定を行うことを推奨し、National Heart, Lung, and Blood Instituteおよび米国小児科学会も同様の推奨を行っている。しかしながら、米国家庭医学会（American Academy of Family Physicians）は、症状のない小児および青年における高血圧のスクリーニングの有益性と有害性のバランスを決定するには、利用可能なエビデンスが不十分であるという米国予防サービス作業部会（U.S. Preventive Services Task Force）の見解を支持している。米国予防サービス作業部会は、診察室血圧測定による18歳以上の成人の高血圧スクリーニングを推奨している。

## 管理
2003年に発表されたある総説によると、血圧を5mmHg下げると、脳卒中のリスクを34％、虚血性心疾患のリスクを21％減少させ、認知症、心不全、心血管疾患による死亡の可能性を減少させることができる。2009年から2016年に発表された、降圧薬治療を対象とした複数のメタアナリシスによると、収縮期血圧 10 mmHg または拡張期血圧 5 mmHg の低下により，発症リスクは，主要心血管イベントで約 20％、脳卒中で 30- 40％、冠動脈疾患で約 20％、心不全で約 40％，全死亡で 10-15％，それぞれ減少することが明らかにされている。

### リスク分類
血圧以外のリスク要因を加味し下記のように、高血圧患者は層別化される。高リスク患者では、降圧治療による絶対リスクの減少が大きい。
| 分類 | 高値血圧 130-139/ 80-89 | I度高血圧 140-159/ 90-99 | II度高血圧 160-179/ 100-109 | III度高血圧 ≧180/ ≧110 |
| --- | ----------------------- | ------------------------ | --------------------------- | ---------------------- |
| リスク第一層 （予後影響因子なし）                                                                                | 低リスク                | 低リスク                 | 中等リスク                  | 高リスク               |
| リスク第二層 （年齢65歳以上、男性、脂質異常症、喫煙のいずれかがある）                                            | 中等リスク              | 中等リスク               | 高リスク                    | 高リスク               |
| リスク第三層 （CeVD既往、非弁膜症性af、糖尿病、蛋白尿のあるCKDのいずれか、 または第二層の危険因子が3つ以上ある） | 高リスク                | 高リスク                 | 高リスク                    | 高リスク               |

※CeVD：脳血管疾患、af：心房細動、CKD：慢性腎臓病

### 目標血圧
さまざまな専門家グループが、高血圧の治療を受ける際の目標血圧をどの程度下げるべきかに関するガイドラインを作成している。これらのグループは、一般集団に対して140～160/90～100mmHgの範囲以下の目標を推奨している。コクラン・レビューは、糖尿病患者や心血管疾患の既往のある患者などのサブグループに対しても同様の目標を推奨している。さらに、コクランレビューは、中等度から高度の心血管リスクを有する高齢者では、標準よりも低い血圧目標値（140/90mmHg以下）を達成しようとする利益は、介入に関連するリスクを上回るとは限らないとしている。これらの知見は他の集団には当てはまらないかもしれない。
多くの専門家グループは、60～80歳以上では150/90mmHgというやや高めの目標値を推奨している。JNC 8および米国内科学会は、60歳以上では150/90mmHgという目標値を推奨しているが、彼らの中にもこの推奨に反対する専門家がいる。専門家グループの中には、糖尿病または慢性腎臓病の患者では目標値をやや低くすることを推奨しているものもあるが、一般人口と同じ目標値を推奨しているものもある。何が最良の目標値なのか、また高リスク者では目標値を変えるべきかどうかという問題は未解決であるが、いくつかのガイドラインで提唱されているよりも集中的に血圧を下げることを提案する専門家もいる。
心血管疾患の既往がなく、心血管疾患の10年リスクが10％未満の人に対しては、2017年の米国心臓協会（AHA）のガイドラインは、収縮期血圧が140mmHg超または拡張期血圧が90mmHg超の場合に薬物療法を推奨している。心血管疾患の既往がある人または心血管疾患の10年リスクが10％を超える人に対しては、収縮期血圧が130mmHg超または拡張期血圧が80mmHg超の場合に薬物療法を推奨している。

### 生活習慣の改善
高血圧の治療の第一選択は、食生活の改善、身体活動、減量を含む生活習慣の改善である。これらはすべて科学的勧告で推奨されているが、コクランのシステマティックレビューでは、減量食が高血圧患者の死亡、長期合併症、有害事象に及ぼす影響に関するエビデンスは（データ不足のため）認められなかった。このレビューでは、体重と血圧の減少は認められている。これらの潜在的な有効性は、単一の薬物療法と同様であり、時にはそれを上回ることもある。薬物療法を直ちに行うことが正当化されるほど高血圧が高い場合は、薬物療法と併用して生活習慣を改善することが依然として推奨される。

#### 食事療法
血圧を低下させることが示されている食事としては、低ナトリウム食、アンブレラ・レビューで他の11の食事に対して最も優れていたDASH食（高血圧予防の食事アプローチ）、植物性の食事などがある。米国において、野菜、果物、低脂肪乳を多く摂って、飽和脂肪酸とコレステロールが少なく、カルシウム、マグネシウム、カリウム、食物線維が多い食事、すなわちDASH食の介入試験で有意な降圧効果が示された。
日本高血圧学会の高血圧治療ガイドライン2014では、降圧の効果を、減塩、運動、減量、節酒、DASH食、で比較したところ、DASH食で収縮期血圧の降圧効果が最も大きく、拡張期血圧の効果も減量に次いで大きいことが示されている。

#### 減塩
日本高血圧学会のガイドラインでは高血圧患者においては減塩目標6g/日未満が推奨されてきている。食事中の食塩の多くは加工食品由来である。日本では、加工食品の栄養成分はナトリウムでの表示に決められており、2.54倍して食塩相当量に変換する必要があったが、2020年までの移行期以降は食塩相当量の表示が義務化された。

#### カリウム
カリウムはナトリウムの血圧上昇作用に対して、拮抗的に作用することから、血圧上昇を抑制する作用がある。カリウム摂取量が多い成人ほど収縮期および拡張期血圧が有意に低く、脳卒中リスクも低いことが報告されている。2012年WHO は、カリウム摂取のガイドラインを初めて発表し、推奨摂取量を90mmol／日(3519mg)以上とした。食事中のカリウムを増やすことは、高血圧のリスクを低下させるために有益である可能性がある。2015年の食事ガイドライン諮問委員会（Dietary Guidelines Advisory Committee: DGAC) は、カリウムは米国で十分に消費されていない不足栄養素の1つであると述べている。腎臓に障害がなくカリウムを摂取しても問題がなければ、カリウムを豊富に含む野菜や果物や豆の摂取を増やすことによる降圧が期待できる。しかしながら、特定の降圧薬（ACE阻害薬やアンジオテンシンII受容体拮抗薬など）を服用している人は、血中カリウムが高濃度になるリスクがあるため、カリウムサプリメントやカリウム添加塩を摂取すべきではない。尿中のナトリウムとカリウムの濃度比である「尿ナトリウム/カリウム比」は高血圧患者で上昇する。 日本高血圧学会は2024年10月、「尿ナトリウム／カリウム比」（尿ナトカリ比）について、健常者に対しては、平均2未満を至適目標、平均4未満を実現可能目標と発表した。

#### 飲料
緑茶の摂取が血圧を低下させるといういくつかのエビデンスがあるが、治療として推奨するには不十分である。ハイビスカスティーの摂取は血圧を低下させる可能性がある。ビーツジュースの摂取も血圧を低下させる可能性がある。

#### 運動
良好にデザインされた研究によれば、身体活動強度を上げれば、収縮期血圧、拡張期血圧共に6-7mmHgの降圧が認められるとされる。血圧を低下させることが示されている身体運動療法には、等尺性抵抗運動、有酸素運動、筋力トレーニング、デバイスガイド下呼吸法（device-guided breathing）などがある。

#### その他
バイオフィードバックや超越瞑想などのストレス軽減法は、高血圧を軽減するための他の治療法の追加として考慮されることがあるが、単独で心血管疾患を予防できるとするエビデンスはない。セルフモニタリングや予約リマインダによって、血圧コントロールを改善するための他の戦略が支援される可能性はあるが、さらなる評価が必要である。

### 薬物療法
高血圧の治療には、降圧薬と総称されるいくつかのクラスの薬が利用できる。
高血圧の第一選択薬には、サイアザイド系利尿薬、カルシウム拮抗薬、アンジオテンシン変換酵素阻害薬（ACE阻害薬）、およびアンジオテンシン受容体拮抗薬（ARB）がある。これらの薬物は、単独または併用で用いることができる（ACE阻害薬とARBの併用は推奨されない）。併用療法は、血圧値を治療前のレベルに戻すように作用する逆調節機序を最小化する役割を果たすことがあるが、第一選択の併用療法に関するエビデンスはそれほど強くない。多くの人は、高血圧をコントロールするために複数の薬物を必要とする。血圧コントロールのための薬物療法は、目標値に達しない場合には、段階的なアプローチによって実施されるべきである。高齢者においては、このような薬物の休薬が、死亡率、心筋梗塞、または脳卒中に影響を及ぼすという強いエビデンスがないため、専門家によって検討されてもよい。
以前は、アテノロールなどのβ遮断薬も、高血圧の第一選択薬として用いると他と同様の有益な効果があると考えられていた。しかし、13の臨床試験を含むコクラン・レビューによると、β遮断薬の心血管疾患予防効果は、他の降圧薬よりも劣っていることが明らかになった
高血圧の小児に対する降圧薬の処方には、限られたエビデンスしかない。プラセボと比較したエビデンスは限られており、短期的には血圧に対して緩やかな効果を示しており、安全に使用できることが示されている。高用量を投与しても、血圧の大幅な低下を生じることはなかった。

### 治療抵抗性高血圧
治療抵抗性高血圧は、作用機序の異なる3種類以上の降圧薬を同時に処方されているにもかかわらず、目標値以上の高血圧が続くものと定義される。 処方された薬を指示通りに服用しないことは、抵抗性高血圧の重要な原因である。
治療抵抗性高血圧の一般的な原因としては、閉塞性睡眠時無呼吸症候群、原発性アルドステロン症、腎動脈狭窄などがあり、まれな原因としては、褐色細胞腫、大動脈縮窄などがある。治療抵抗性高血圧患者の5人に1人ほどが原発性アルドステロン症であり、これは治療できることもある。治療抵抗性高血圧はまた、自律神経系の慢性的な過活動、すなわち神経性高血圧として知られる影響によっても生じることがある。このような状況にある人の血圧を下げるための選択肢として、圧反射を刺激する電気療法が研究されている。
難治性高血圧は、ある情報源によると、異なるクラスの降圧薬を5種類以上併用しても改善しない血圧上昇と説明されている。難治性高血圧の患者は、一般的に交感神経系の活動が亢進しており、より重篤な心血管疾患および全死因死亡のリスクが高い。

## 疫学

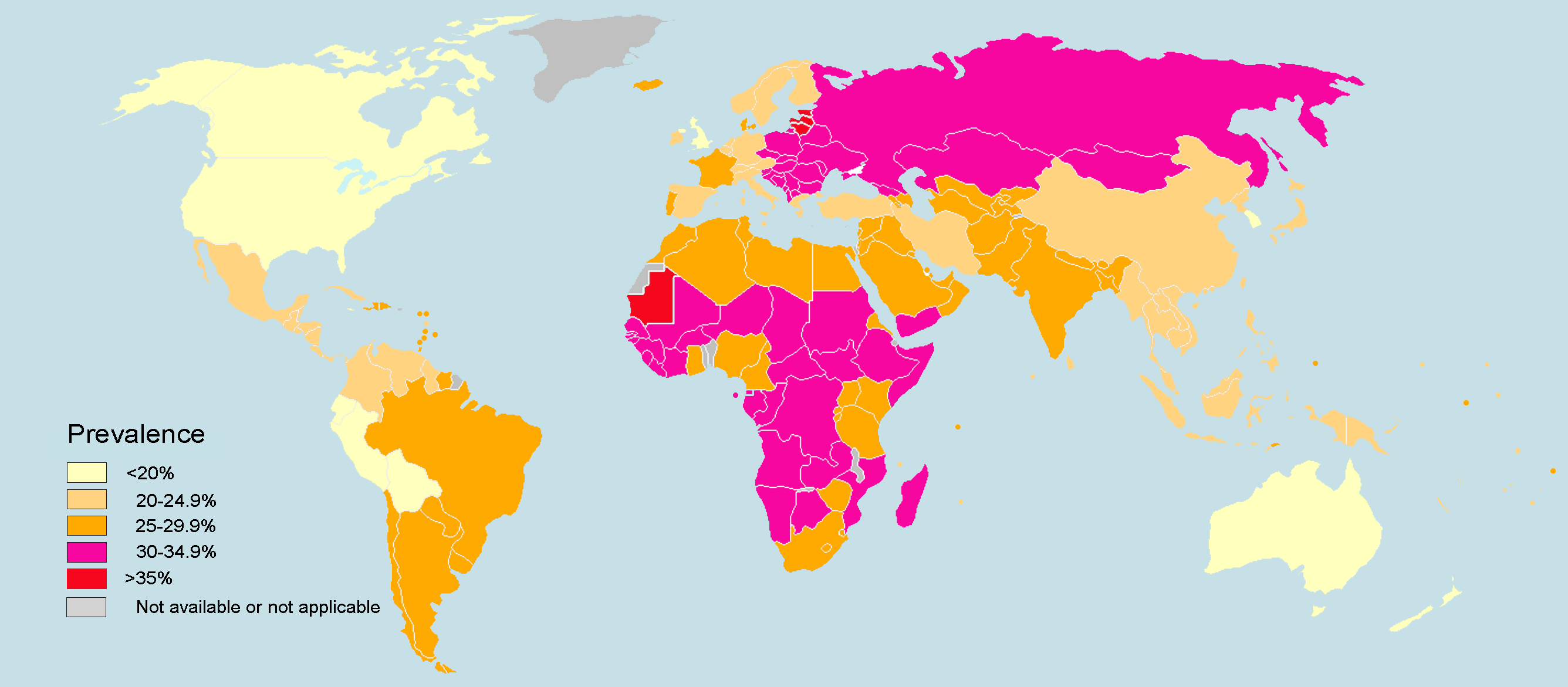
2014年、世界の男性における高血圧有病率。

2004年の人口10万人当たりの高血圧性心疾患の障害調整生命年。
no data
<110
110–220
220–330
330–440
440–550
550–660
660–770
770–880
880–990
990–1100
1100–1600
>1600

| no data <110 110–220 220–330 330–440 440–550 550–660 | 660–770 770–880 880–990 990–1100 1100–1600 >1600 |

### 成人
2019年時点で、世界人口の3人に1人、33％が高血圧であると推定されている。高血圧の全患者のうち、約46％は高血圧の診断を受けておらず、自分が高血圧であることに気づいていない。1975年には、約6億人が高血圧の診断を受けていたが、その数は2015年までに11億3,000万人に増加した。その主な理由は、低・中所得国で高血圧の危険因子が増加しているためである。
高血圧は男性が女性よりやや多い。50歳未満では、女性よりも男性の方が高血圧であることが多く、50歳以上では、男女とも高血圧の有病率は同じである。65歳以上では、男性よりも女性の方が高血圧であることが多い。高血圧は年齢とともに増加する。高血圧は高、中、低所得国とも一般的である。高血圧は社会経済的地位の低い人々に、より多い。高血圧は糖尿病患者で約2倍多い。
2019年では、診断された高血圧の割合はアフリカで最も高く（男女ともに30％）、アメリカ大陸で最も低かった（男女ともに18％）。国毎の割合はペルーで22.8％（男性）、18.4％（女性）と低い一方、パラグアイでは61.6％（男性）、50.9％（女性）にも上り、地域内でも割合は著しく異なる。
1995年には、米国人口の24％が高血圧であるか、降圧薬を服用していると推定された。2004年までにこれは29％に増加し、さらに2017年までに32％（7600万人の米国成人）に増加した。アメリカのガイドラインによる高血圧の定義の変更に伴い、2017年には、アメリカでは46％の人が罹患している。アメリカにおけるアフリカ系アメリカ人の成人の高血圧率は44％と高い。高血圧の有病率の違いは多くの因子により、研究中である。

### 小児
小児および青年における高血圧の割合は、米国では1990年から2010年の間に増加している。特に思春期前の小児高血圧は、成人よりも基礎疾患による二次的なものであることが多い。腎疾患は、小児および青年における高血圧の最も一般的な二次的原因である。とはいえ、本態性高血圧がほとんどの症例を占める。

## 歴史

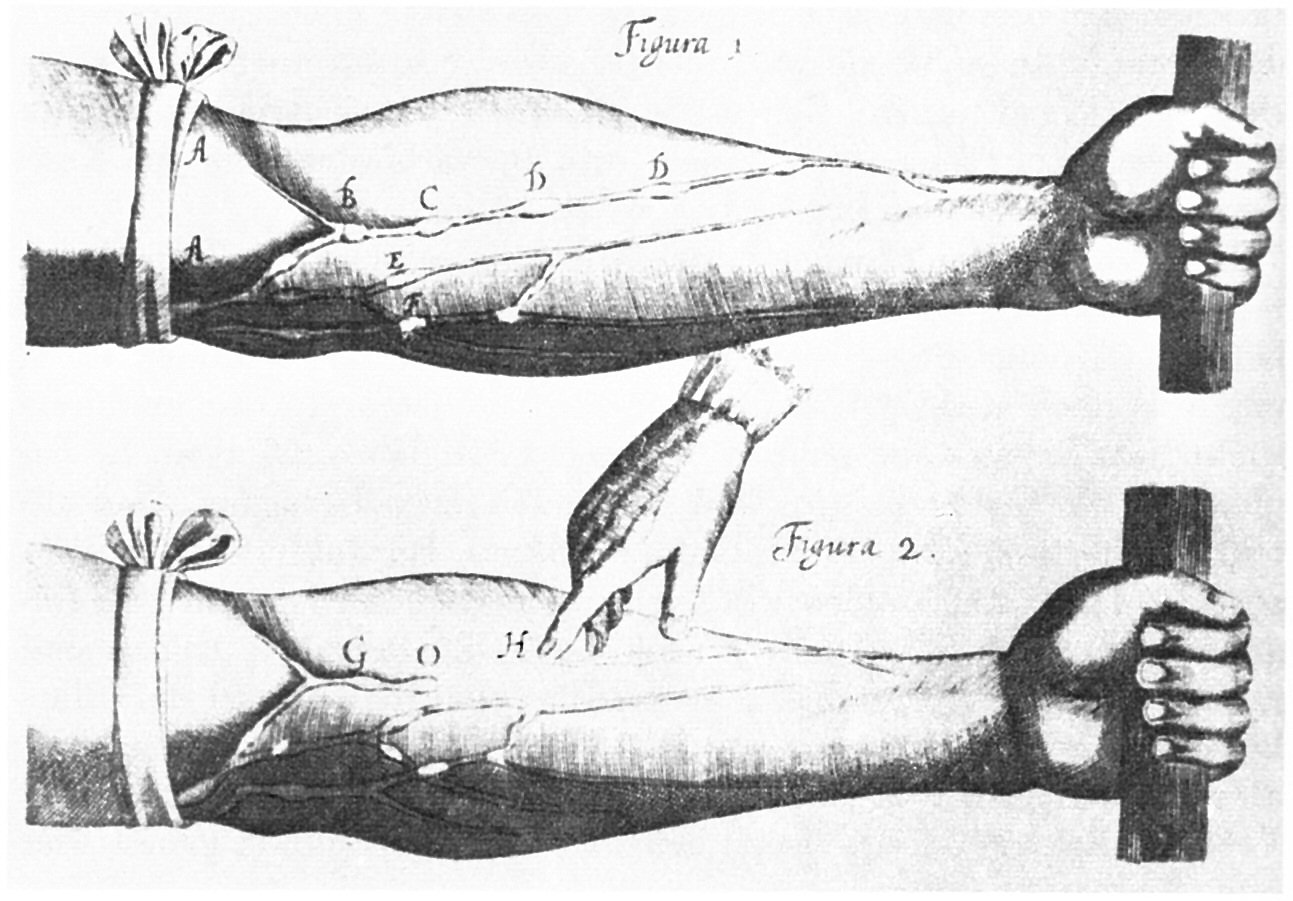
ハーヴェイ著『動物の心臓と血管の解剖学』の静脈の画像

### 測定
循環器系に関する近代的な理解は、著書"De motu cordis"で血液の循環について記述した医師ウィリアム・ハーヴェイ（1578-1657）の研究から始まった。英国の聖職者スティーヴン・ヘールズは、1733年に血圧の最初の測定を発表した。しかし、臨床的実体概念としての高血圧は、1896年にシピオネ・リヴァ・ロッチによってカフを使用する血圧計が発明されたことで本格的なものとなった。これによって、外来で収縮期血圧の測定が容易となったのである。1905年、ニコライ・コロトコフは、血圧計のカフが脱気している間に聴診器で動脈を聴診したときに聞こえる音（コロトコフ音）を記述することによって、この血圧測定技術を改善し、それまでは不可能であった拡張期血圧の測定を可能とした。

### 高血圧の定義の確立
高血圧クリーゼの患者の症状に類似した症状が、中世ペルシアの医学書の「充満病（fullness disease）」の章で論じられている。その症状には、頭痛、頭重感、動作緩慢、全身の発赤および触った感触の温かさ、血管の突出、膨張および緊張、脈拍の充満、皮膚の膨張、着色尿および濃い尿、食欲不振、弱視、思考障害、あくび、眠気、血管破裂および出血性脳卒中が含まれていた。
後に高血圧と呼ばれるようになるものについての記述は、とりわけ1808年のトマス・ヤング、そして特に1836年のリチャード・ブライトによってなされた。
腎臓疾患の徴候がない人の血圧上昇の最初の報告は、1874年にスフィグモグラフ（血圧計のプロトタイプ）を用いてフレデリック・アクバル・マホメドによってなされた。
1990年代まで、収縮期高血圧は収縮期血圧160mmHg以上と定義されていた。1993年、WHO/ISHガイドラインは140mmHgを高血圧の閾値と定義した。

### 治療
歴史上、「硬脈症（hard pulse disease）」と呼ばれた病気の治療は、瀉血または蛭の吸血によって血液量を減少させることであった。これは、中国の黄帝、ローマのアウルス・コルネリウス・ケルスス、ガレノス、ギリシアのヒポクラテスによって提唱された。
19世紀から20世紀にかけて、高血圧に対する効果的な薬理学的治療が可能になる前は、3つの治療法が用いられていたが、いずれも副作用が多かった。それが、厳格なナトリウム制限（例えば米食）、交感神経遮断術（交感神経系の一部を外科的に切除する）、発熱療法（発熱を引き起こす物質を注射し、間接的に血圧を下げる）であった。
高血圧のための最初の化学薬品であるチオシアン酸ナトリウムは、1900年に使用されたが、多くの副作用があり、あまり用いられなかった。第二次世界大戦後、いくつかの他の薬剤が開発されたが、その中で最も人気があり、それなりに効果的であったのは、塩化テトラメチルアンモニウム、ヘキサメトニウム、ヒドララジン、レセルピン（薬用植物インドジャボク（Rauvolfia serpentina）由来）であったが、これらはいずれも忍容性に乏しかった。初めて忍容性の高い経口剤が発見され、大きなブレークスルーがもたらされた。その最初のものはクロロチアジドで、最初のサイアザイド系利尿薬であり、抗生物質のスルファニルアミドから開発され、1958年に利用可能となった。その後、降圧薬としてβ遮断薬、カルシウム拮抗薬、アンジオテンシン変換酵素（ACE）阻害薬、アンジオテンシンII受容体拮抗薬、レニン拮抗薬が開発された。

## 社会と文化

### 啓発

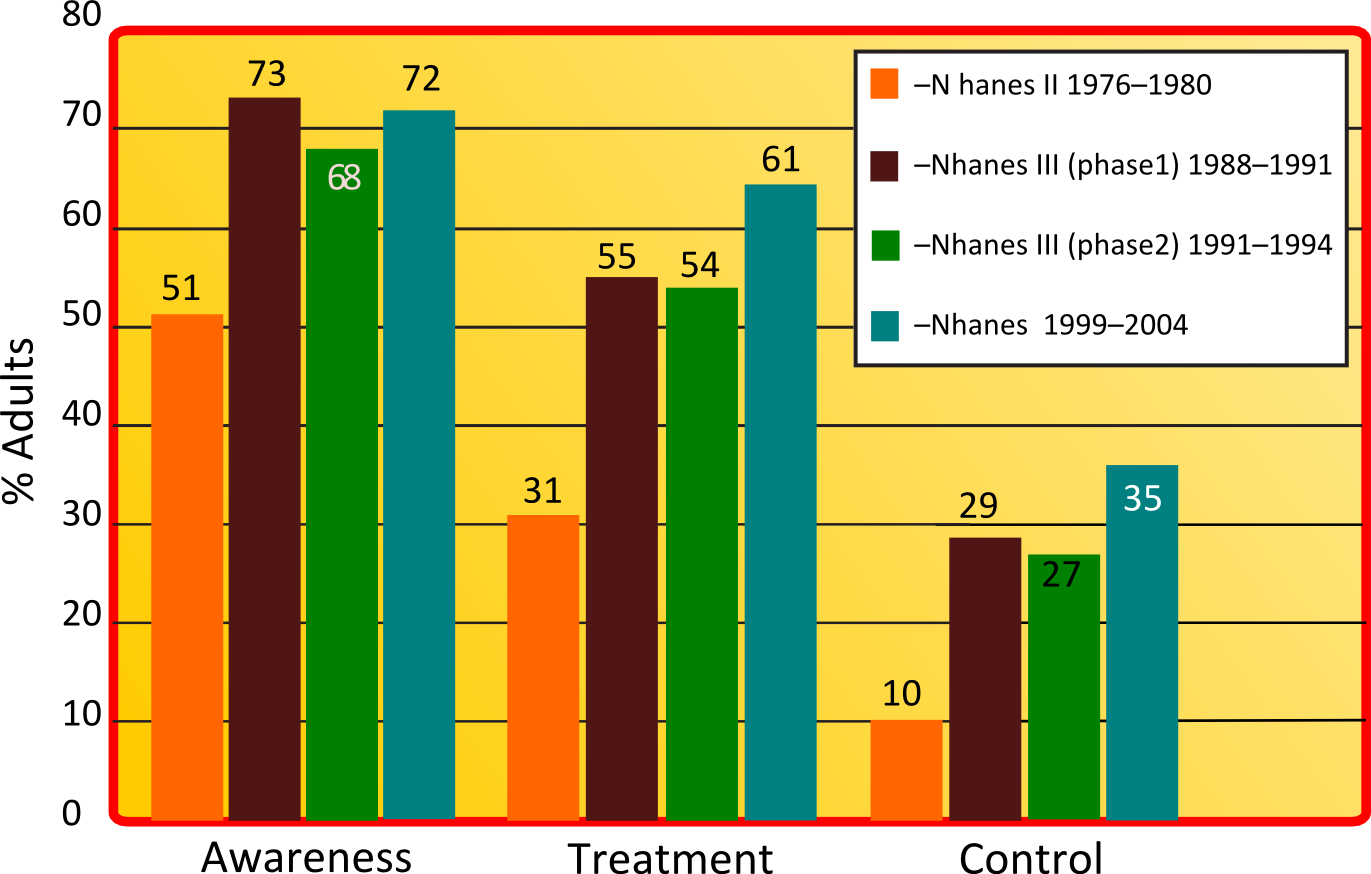
4回行われた米国全国民健康・栄養調査（National Health and Nutrition Examination Survey: NHANES）　での、高血圧に対する啓発、治療、コントロール状況の比較。

世界保健機関は、高血圧を心血管系死亡の主要原因としている。85カ国の高血圧の学会と連盟の上部組織である世界高血圧リーグ（WHL）は、世界の高血圧人口の50％以上が自分の状態に気づいていないことを認識していた。この問題に対処するため、WHLは2005年に高血圧に関する世界的な啓発キャンペーンを開始し、毎年5月17日を世界高血圧デーとしている。
高塩分食は、高血圧だけでなく、脳卒中、左室肥大、腎疾患のリスクを高めるなど、血圧への影響とは別に他の疾患に直接的な悪影響を及ぼす可能性がある。また、塩分摂取は清涼飲料の摂取による肥満と関連しており、腎結石や骨粗鬆症とも関連しており、おそらく胃がんの原因ですらあるエビデンスが増えている。ほとんどの先進国では、食品業界が食品に添加する塩の量を段階的かつ持続的に減らすことで、塩分摂取量の減少を達成することが期待できる。消費者に塩の使用量を減らすように促すための公衆衛生キャンペーンが必要である。日本(1960年〜1970年)、フィンランド(1975年以降)、そして英国（2008年時点）など、いくつかの国ではすでに塩分摂取量が減少している。課題は、これを他のすべての国に広げることであり、世界中の人口の塩分摂取量がわずかに減少しても、公衆衛生は大幅に改善されるであろう。
また、ある研究者は、米国において1日に3gの食塩を減らすことができれば、脳卒中を年に3万2000件〜6万6000件、心筋梗塞を年に5万4000件〜9万9000件減らすことができると推定している。
減塩には、あらゆる関係者の努力が必要である。とくに、消費者自身が意図的に食塩を減らすこと、食品産業が加工食品中の食塩を減らすこと、一般向けに減塩のキャンペーンを行うことが重要である。フィンランド、英国、米国では、食品産業の協力を得て、減塩プログラムを実施し、意図的に食塩を減らすことに成功している。英国では、2005年からの3年間で塩分摂取量を10％削減でき、医療費も年間2600億円減った。減塩は、欧米諸国の政府の重要な政策課題となっている。

### 経済
高血圧は、米国において最も多く見られる慢性疾患の1つであり、2019年のアメリカ疾病予防管理センターの調査では、18才から34才の成人では、有病率は肥満(25.5%)、うつ病(21.3%)に次いで、高血圧は3位であった(10.7%)。米国心臓協会は、2010年の高血圧の直接的および間接的なコストを766億ドルと推定した。日本では2021年の報告によれば、2017年に国内総生産（GDP）から2,429億ドル（同年の日本のGDPは約4.93兆ドル）が失われたと試算されている。米国では、高血圧患者の80％が自分の状態を自覚しており、71％が何らかの降圧薬を服用しているが、高血圧であることを自覚している人のうち、適切に管理されていることを認識している人は48％にすぎない。高血圧の診断、治療、または管理が不十分であれば、高血圧の適切な管理が妨げられる可能性がある。 医療従事者は、血圧の目標値を達成するために複数の薬を服用することに抵抗されるなど、血圧管理を達成する上で多くの障害に直面している。患者は、服薬スケジュールを守り、生活習慣を変えるという課題に直面する。それでも、血圧目標の達成は可能であり、最も重要なことは、血圧を低下させることにより、心臓病や脳卒中による死亡リスク、他の衰弱性疾患の発症リスク、および高度医療に関連する費用が大幅に減少することである。

## 動物
猫の高血圧は収縮期血圧が150mmHg以上とされ、アムロジピンが通常の第一選択薬となる。収縮期血圧が170mmHgを超える猫は高血圧とみなされる。猫が腎臓病や網膜剥離など他の問題を抱えている場合は、血圧が160mmHg未満でも経過観察が必要な場合がある。
犬の正常血圧は犬種によって大きく異なるが、収縮期血圧が160mmHgを超える場合、特に標的臓器の障害を伴う場合は、高血圧と診断されることが多い。犬の高血圧の治療には、レニン-アンジオテンシン系の拮抗薬やカルシウム拮抗薬が用いられることが多いが、高血圧を引き起こす特定の病態に対しては、他の薬剤が適応となることもある。

## 関連文献
- 2023年ESHのガイドライン: Mancia, Giuseppe; Kreutz, Reinhold; Brunström, Mattias; Burnier, Michel; Grassi, Guido et al. (2023-12-01). “2023 ESH Guidelines for the management of arterial hypertension The Task Force for the management of arterial hypertension of the European Society of Hypertension: Endorsed by the International Society of Hypertension (ISH) and the European Renal Association (ERA)”. Journal of Hypertension 41 (12):  1874–2071. doi:10.1097/HJH.0000000000003480. ISSN 1473-5598. PMID 37345492.
- 2022年のAAFPのガイドライン: Coles, Sarah; Fisher, Lynn; Lin, Kenneth W.; Lyon, Corey; Vosooney, Alexis A.; Bird, Melanie D. (December 2022). “Blood Pressure Targets in Adults With Hypertension: A Clinical Practice Guideline From the AAFP”. American Family Physician 106 (6):  Online. ISSN 1532-0650. PMID 36521481. Key recommendations.
- 2019年、NICEのガイドライン（2023年11月更新）: “Hypertension in adults: diagnosis and management”. National Institute for Health and Clinical Excellence (NICE) (2023年11月21日). 2024年8月6日閲覧。
- 2018年、ESC/ESHのガイドライン: Williams, Bryan; Mancia, Giuseppe; Spiering, Wilko; Agabiti Rosei, Enrico; Azizi, Michel et al. (1 September 2018). “2018 ESC/ESH Guidelines for the management of arterial hypertension”. European Heart Journal 39 (33):  3021–3104. doi:10.1093/eurheartj/ehy339. PMID 30165516.
- 2017年、ACC/AHA/AAPA/ABC/ACPM/AGS/APhA/ASH/ASPC/NMA/PCNAの合同ガイドライン: Whelton, Paul K.; Carey, Robert M.; Aronow, Wilbert S.; Casey, Donald E.; Collins, Karen J. et al. (2018-05-15). “2017 ACC/AHA/AAPA/ABC/ACPM/AGS/APhA/ASH/ASPC/NMA/PCNA Guideline for the Prevention, Detection, Evaluation, and Management of High Blood Pressure in Adults” (英語). Journal of the American College of Cardiology 71 (19):  e127–e248. doi:10.1016/j.jacc.2017.11.006. PMID 29146535.
- 2014年、米国合同委員会（Joint National Committee：JNC）の第8次報告: “2014 evidence-based guideline for the management of high blood pressure in adults: report from the panel members appointed to the Eighth Joint National Committee (JNC 8)”. JAMA 311 (5):  507–20. (February 2014). doi:10.1001/jama.2013.284427. PMID 24352797.